# Ginevet, Ararat
Ginevet là một đô thị thuộc tỉnh Ararat, Armenia. Dân số ước tính năm 2011 là 696 người.